# Чорнолісовський
Чорнолі́совський (рос. Чёрнолесовский, башк. Чернолес) — село (у минулому селище) у складі Уфимського району Башкортостану, Росія. Входить до складу Красноярської сільської ради.
Населення — 1118 осіб (2010; 905 у 2002).
Національний склад:
- татари — 57 %